# Zeta (land)
Zeta (Servisch: Зета) was eens het Servische onafhankelijke vorstendom dat het antieke koninkrijk Duklja (Latijn: Doclea) of Dioclitië verving. De landsgrenzen komen ongeveer overeen met die van de huidige republiek Montenegro. Het land Zeta werd genoemd naar de gelijknamige rivier.
Aanvankelijk was Zeta een vazalstaat van Raška, geregeerd door de erfgenamen van de Servische troon van de Nemanjić-dynastie. Zodra de opvolgers prootžupan van Raška of koning der Serven werden, was deze leen verzekerd voor de volgende opvolger.
Vanaf 1356 werd Zeta de facto onafhankelijk van het keizerrijk Servie van Raška, toen Balša I de heerser van Zeta werd, en de macht van tsaar Uroš V afnam. In 1371 werd Zeta volledig onafhankelijk van Servië/Raška. In 1421 werd Zara,  na een lange periode van onafhankelijk weer veroverd door het despotaat Servie die de macht tot 1455 behield. In 1418 verkreeg de republiek Venetië een deel van Zeta en in 1455 door een akkoord met de Serven ook de rest van het gebied. In 1499 werd Zeta geannexeerd door het Ottomaanse rijk.

## Vorsten van Zeta
Nemanjić-dynastie
- Stefan Nemanja, 1167-1196
- Stefan Nemanjić, 1196-1227
- Stefan Radoslav, 1227-1234
- Stefan Vladislav, 1234-1243
- Stefan Uroš I, 1243-1276
- Stefan Dragutin, 1276-1282
- Stefan Uroš II Milutin, 1282-1321
- Stefan Uroš III Dečanski, 1321-1331
- Stefan Uroš IV Dušan, 1331-1355
- Stefan Uroš V, 1355-1371

Balšić-dynastie
- Balša I, 1356-1362
- Đurađ I, 1362-1378
- Balša II, 1378-1385
- Đurađ II, 1385-1403
- Balša III, 1403-1421
- Stefan Lazarević, 1421-1427
- Đurađ Branković, 1427-1435

Crnojević-dynastie
- Ivan I Crnojević, 1465/1481-1490
- Đurađ Crnojević, 1490-1496
- Stefan Crnojević, 1496-1498